# Showa (polární stanice)
Showa (japonsky 昭和基地) je japonská polární výzkumná stanice, která se nachází na ostrově Ongul v Zemi královny Maud v Antarktidě. Byla postavena v roce 1957 a slouží především jako výzkumná základna pro astronomii, meteorologii a biologii. Skládá se z více než 60 samostatných budov, včetně třípodlažní administrativní budovy, obytných prostor, elektrárny, čistírny odpadních vod, hvězdárny, zařízení pro zpracování dat, satelitní budovy a spalovny.